# Egmont (mediehus)
 For alternative betydninger, se Egmont. (Se også artikler, som begynder med Egmont)
Egmont (egentlig Egmont International Holding A/S) er en skandinavisk mediekoncern. Koncernen står bag ugeblade, magasiner, bøger, undervisningsmaterialer, film, tv-programmer, biografer, e-handels-virksomheder, marketing services-bureauer, en tv-station samt digitale spil, spilkonsoller og en lang række digitale medier. Egmont udgiver medier i over 30 lande, har 6.600 medarbejdere og en omsætning på 11,9 mia. DKK i 2018.
Egmontkoncernen består af virksomheder som Nordisk Film, TV 2 Norge, Story House Egmont, forlaget Lindhardt & Ringhof, flere undervisningsforlag, PlayStation Nordic, en portefølje af selskaber inden for hhv. e-commerce, gaming og marketing services samt en række delejede selskaber som Zentropa og den norske forlagsvirksomhed Cappelen Damm AS.

## Historie
Egmonts (som frem til 1992 var kendt som Gutenberghus) rødder strækker sig tilbage til 1878, hvor 17-årige Egmont H. Petersen grundlagde et trykkeri.
Egmonts første skridt ind i mediebranchen fandt sted i 1904, da Egmont H. Petersen overtog det lille kvindeblad Damernes Blad og relancerede det som familie-ugebladet Hjemmet, der er det ældste og største ugeblad i Skandinavien.
Hjemmet udkom første gang i Norge i 1911 og et år senere i Sverige. Egmont H. Petersen døde i 1914 og hans efterkommere omdannede forretningen til en fond i 1920. Siden dengang har Egmont Fonden, med fokus på børn og unge, uddelt knap 2,7 mia. kroner (omregnet til nutidsværdi) til sociale, sundhedsmæssige, kulturelle og undervisningsmæssige formål.
Efter anden verdenskrig fik Egmont licens til at udgive Disney-tegneserier i Skandinavien og Anders And udkom fra 1948 i Sverige og Norge og fra 1949 i Danmark. Siden blev aktiviteterne udvidet til andre vesteuropæiske lande og, efter murens fald, også til Østeuropa.
I 1984 etablerede Egmont sammen med Nordisk Film, Aller og en række danske dagblade, Weekend-TV, en forløber for TV 2. Med erfaringer fra Weekend-TV etablerede Egmont med en række partnere TV 2 Gruppen Norge. Siden 2012 har Egmont ejet hele den norske TV 2, landets største kommercielle tv-kanal.
Egmont fusionerede i 1992 med Nordisk Film og udvidede dermed aktiviteterne til at omfatte produktion, distribution og forevisning af film.
Siden 1990erne har Egmont lanceret en lang række web-communities, e-handelssteder og – i nyere tid – en mængde apps.
I november 2015 lancerede Egmont Publishing den digitale magasintjeneste Flipp, der giver brugeren adgang til at læse Egmonts danske magasiner og ugeblade på tablet og smartphone. Derudover er der adgang til udvalgte magasiner og ugeblade fra Norge, Sverige og England. Egmont Publishing har tidligere lanceret Flipp i Norge.
Siden 2014 er Egmont gået ind i en række nordiske selskaber inden for e-handel og marketing services. Egmonts har minoritets- eller majoritetsejerskab i syv e-handelsvirksomheder: Jollyroom, Bagaran och Kocken, Fjellsport, Outnorth, Nicehair, Med24 og Garnius. Egmont har minoritets- eller majoritetsejerskaber i seks marketing services-virksomheder: S360, Sempro, KAN, Ingager, Klintberg/Nihlén og Belong.
Siden 2017 har Egmont - via Nordisk Film Games - bygget en portefølje af p.t. seks nordiske gaming-selskaber, hvoraf det største er det helejede Avalanche Studios. Derudover har Egmont minoritetsejerskaber af: Star Stable Entertainment AB, Raw Fury, Reto Moto, Flashbulb Games og Kogama.